# Dermatella mirabilis
Dermatella mirabilis är en svampart som beskrevs av Syd. 1925. Dermatella mirabilis ingår i släktet Dermatella och familjen Dermateaceae.   Inga underarter finns listade i Catalogue of Life.